# Voslapper Groden
Der Voslapper Groden ist ein Stadtteil der niedersächsischen Stadt Wilhelmshaven mit Industrie und Naturschutzgebieten.

## Geographie
Der Voslapper Groden grenzt im Norden an Hooksiel, im Osten an die Innenjade und den JadeWeserPort, im Süden an die Wilhelmshavener Stadtteile Voslapp und Rüstersieler Groden und im Westen an Sengwarden.
Der Stadtteil besteht aus Industrieanlagen und zwei Naturschutzgebieten:
- Chemiewerk Voslapp (PVC-Produktion)
- Naturschutzgebiet Voslapper Groden-Nord
- Wilhelmshavener Raffinerie, zwischen 2010 und 2020 nur als Tanklager genutzt
- Naturschutzgebiet Voslapper Groden-Süd

## Geschichte
Von 1971 bis 1973 wurde das Gebiet des heutigen Stadtteils eingedeicht und somit zu einem Groden; der Name stammt von der nahegelegenen Wohnsiedlung Voslapp. Schon bald nach der Eindeichung kamen die beiden Industrieansiedlungen. Die brach liegenden, zunächst ebenfalls als Industrieflächen vorgesehenen Gebiete wurden 2006 und 2007 unter Naturschutz gestellt.

## Weblinks

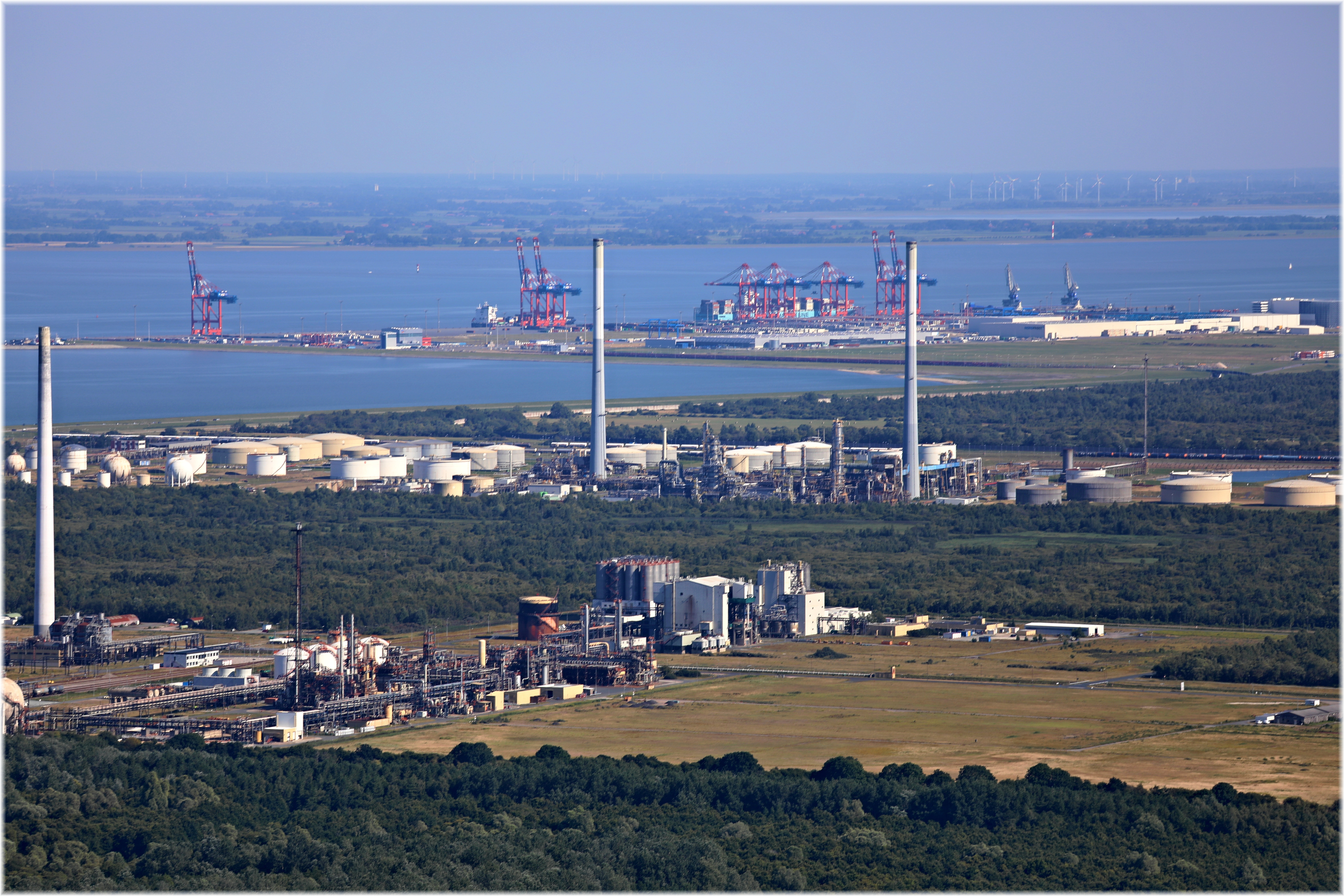
Der Voslapper Groden besteht aus großen Industriekomplexen und Naturschutzgebieten (NSG Voslapper Groden Nord und Süd)